# Elecciones municipales de Puno de 1983
Las elecciones municipales de Puno de 1983 se llevaron a cabo el 13 de noviembre de 1983 para elegir al alcalde y al Concejo Provincial de Puno para el periodo 1984-1986. La elección se celebró simultáneamente con elecciones municipales en todo el país.

## Sistema electoral
La Municipalidad Provincial de Puno es el órgano administrativo y de gobierno de la provincia de Puno. Está compuesta por el alcalde y el Concejo Provincial.
La votación del alcalde y el concejo se realiza en base al sufragio universal, que comprende a todos los ciudadanos nacionales mayores de dieciocho años, empadronados y residentes en la provincia de Puno y en pleno goce de sus derechos políticos, así como a los ciudadanos no nacionales residentes y empadronados en la provincia de Puno.
El Concejo Provincial de Puno está compuesto por 19 regidores elegidos por sufragio directo para un período de tres (3) años, en forma conjunta con la elección del alcalde (quien lo preside) La votación es por lista cerrada y bloqueada. Se asigna a la lista ganadora los escaños según el método d'Hondt o la mitad más uno, lo que más le favorezca. Es elegido como alcalde el candidato que ocupe el primer lugar de la lista que haya obtenido la más alta votación.

## Composición del Concejo Provincial de Puno
La siguiente tabla muestra la composición del Concejo Provincial de Puno antes de las elecciones.
| Partidos | Partidos                                     | Regidores |
| -------- | -------------------------------------------- | --------- |
|          | Izquierda Unida                              | 8         |
|          | Acción Popular                               | 7         |
|          | Frente Nacional de Trabajadores y Campesinos | 4         |

## Partidos y candidatos
A continuación se muestra una lista de los principales partidos y alianzas electorales que participaron en las elecciones:
| Candidatura | Candidatura | Partidos y alianzas | Candidatos | Candidatos           | Ideología                                               | Resultado previo | Resultado previo | Ref. |
| Candidatura | Candidatura | Partidos y alianzas | Candidatos | Candidatos           | Ideología                                               | Votos (%)        | Reg.             | Ref. |
| ----------- | ----------- | --- | ---------- | -------------------- | ------------------------------------------------------- | ---------------- | ---------------- | ---- |
|             | IU          | Lista - Izquierda Unida (IU) – Unión de Izquierda Revolucionaria (UNIR) – Unidad Democrático Popular (UDP) – Partido Socialista Revolucionario (PSR) – Partido Comunista Revolucionario (PCR) – Partido Comunista Peruano (PCP) – Frente Obrero Campesino Estudiantil y Popular (FOCEP) |            | Jaime Ardiles Franco | Marxismo-leninismo Mariateguismo Socialismo democrático | 40.62%           | 8                |      |
|             | AP          | Lista - Acción Popular (AP) |            | Marco Ponce          | Humanismo Nacionalismo cívico Reformismo                | 32.18%           | 7                |      |
|             | FNTC        | Lista - Frente Nacional de Trabajadores y Campesinos (FNTC) |            | Alfredo Loza         | Nacionalismo de izquierda Tahuantinsuyismo              | 19.26%           | 4                |      |
|             | APRA        | Lista - Partido Aprista Peruano (APRA) |            | Luis Gutiérrez A.    | Aprismo                                                 | 2.89%            | 0                |      |
|             | PPC         | Lista - Partido Popular Cristiano (PPC) |            | Alberto Barreda C.   | Conservadurismo social Humanismo Democracia cristiana   | Nuevo            | Nuevo            |      |
|             | IND         | Lista - Lista Independiente N° 3 |            | Hugo Barriga Rivera  | Localismo puneño                                        | Nuevo            | Nuevo            |      |

## Resultados

### Sumario general
|                        |                                                     |              |              |              |           |           |
| Partidos y coaliciones | Partidos y coaliciones                              | Voto popular | Voto popular | Voto popular | Regidores | Regidores |
| Partidos y coaliciones | Partidos y coaliciones                              | Votos        | %            | ±pp          | Total     | +/−       |
|                        | Izquierda Unida (IU)                                | 20,384       | 56.08        | +15.46       | 12        | +4        |
|                        | Acción Popular (AP)                                 | 6,779        | 18.65        | –13.53       | 4         | –3        |
|                        | Partido Aprista Peruano (APRA)                      | 3,746        | 10.31        | +7.42        | 2         | +2        |
|                        | Frente Nacional de Trabajadores y Campesinos (FNTC) | 3,309        | 9.10         | –10.16       | 1         | –3        |
|                        | Partido Popular Cristiano (PPC)                     | 1,134        | 3.12         | Nuevo        | 0         | ±0        |
|                        | Lista Independiente N° 3                            | 996          | 2.74         | n/a          | 0         | ±0        |
|                        |                                                     |              |              |              |           |           |
| Total                  | Total                                               | 36,348       |              |              | 19        | ±0        |
|                        |                                                     |              |              |              |           |           |
| Votos válidos          | Votos válidos                                       | 36,348       | 82.51        | –0.42        |           |           |
| Votos en blanco        | Votos en blanco                                     | 3,453        | 7.84         | +3.00        |           |           |
| Votos nulos            | Votos nulos                                         | 4,251        | 9.65         | –2.58        |           |           |
| Votos emitidos         | Votos emitidos                                      | 44,052       | 61.57        | –10.09       |           |           |
| Abstenciones           | Abstenciones                                        | 27,491       | 38.43        | +10.09       |           |           |
| Votantes registrados   | Votantes registrados                                | 71,543       |              |              |           |           |
|                        |                                                     |              |              |              |           |           |
| Fuente:                |                                                     |              |              |              |           |           |

## Elecciones municipales distritales

### Resultados por distrito
La siguiente tabla enumera el control de los distritos de la provincia de Puno. El cambio de mando de una organización política se resalta del color de ese partido.
| Distrito    | Alcalde(sa) titular      | Partido político | Partido político                | Alcalde(sa) electo(a)      | Partido político | Partido político                |
| ----------- | ------------------------ | ---------------- | ------------------------------- | -------------------------- | ---------------- | ------------------------------- |
| Ácora       | Esteban Quispe Mamani    |                  | Izquierda Unida                 | Felipe Aleluya Arocutipa   |                  | Izquierda Unida                 |
| Amantaní    | Manuel Mamani Cari       |                  | Frente Nacional de Trabajadores | Aurelio Juli Pacompia      |                  | Acción Popular                  |
| Atuncolla   | Pedro Choque Machaca     |                  | Acción Popular                  | Genaro Choque Machaca      |                  | Acción Popular                  |
| Capachica   | Lucas Pérez Pimentel     |                  | Frente Nacional de Trabajadores | Hugo Carreon Loayza        |                  | Izquierda Unida                 |
| Chucuito    | Inocencio Mamani Mamani  |                  | Izquierda Unida                 | Simón Quispe Charca        |                  | Izquierda Unida                 |
| Coata       | Juan Coyla Capacoyla     |                  | Acción Popular                  | Anastacio Mamani Belizario |                  | Izquierda Unida                 |
| Huata       | Adrián Ramos Flores      |                  | Frente Nacional de Trabajadores | Edgar Suaña Calsin         |                  | Izquierda Unida                 |
| Mañazo      | Lucas Pacori Fernández   |                  | Frente Nacional de Trabajadores | Luis Condori               |                  | Frente Nacional de Trabajadores |
| Paucarcolla | Eulogio Zanabria Huisa   |                  | Frente Nacional de Trabajadores | Félix Contreras Velásquez  |                  | Acción Popular                  |
| Pichacani   | Feliciano Japura Cahuana |                  | Frente Nacional de Trabajadores | Pedro Astete Pérez         |                  | Izquierda Unida                 |
| Platería    | Feliciano Nina Ramos     |                  | Izquierda Unida                 | Alfredo Fernández Arpasi   |                  | Izquierda Unida                 |
| San Antonio | Edilberto Pinazo Calsin  |                  | Acción Popular                  | Lucio Arana Ticona         |                  | Acción Popular                  |
| Tiquillaca  | Mariano Villalta Quispe  |                  | Acción Popular                  | Eloy Dueñas Silva          |                  | Izquierda Unida                 |
| Vilque      | Pedro Vargas Silva       |                  | Frente Nacional de Trabajadores | Juan Gonzales Quispe       |                  | Acción Popular                  |